# Fenerbahce formosus
Espèce
Fenerbahce formosus (anciennement Adamas formosus) est une espèce de poissons cyprinodontiformes de la famille des Nothobranchiidae.
Cette espèce était auparavant placée dans le genre monotypique Adamas Huber, 1979.

### EspèceAdamas formosus
- (en + fr) FishBase : espèce Fenerbahce formosus  (Huber, 1979) (+ traduction) (+ noms vernaculaires 1 & 2)
- (en) Catalogue of Life : Adamas formosus Huber, 1979
- (fr + en) ITIS : Adamas formosus  Huber, 1979
- (en) NCBI : Adamas formosus (taxons inclus)